# يوجين أ. غريني
يوجين أ. غريني (بالإنجليزية: Eugene A. Greene)‏ هو ضابط أمريكي، ولد في 21 نوفمبر 1921 في سميثتاون في الولايات المتحدة، وتوفي في 4 يونيو 1942 في المحيط الهادئ.